# Опово (община)

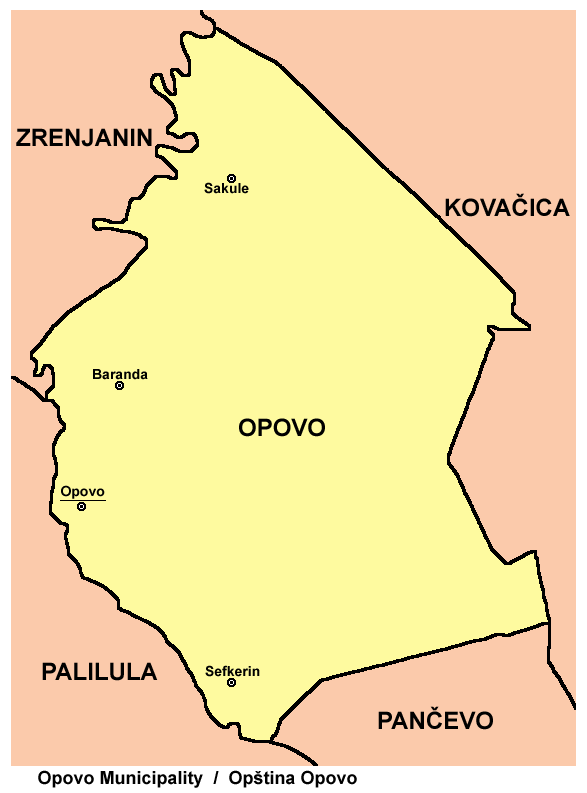

Общи́на О́пово (серб. Општина Опово) — община в Сербії, в складі Південно-Банатського округу автономного краю Воєводина. Адміністративний центр — містечко Опово.

## Населення
Згідно з даними перепису 2002 року в общині проживало 11 016 осіб, з них:
- словаки — 86,3%
- хорвати — 2,6%
- югослави — 2,0%
- цигани — 1,7%
- румуни — 1,7%

## Населені пункти
Община утворена з 4 населених пунктів (1 містечка та 3 сіл):
| № | Населений пункт | Площа, км² | Населення, осіб (2002, перепис) |
| - | --------------- | ---------- | ------------------------------- |
| 1 | Баранда         | 52,1       | 1 648                           |
| 2 | Опово1          | 48,6       | 4 693                           |
| 3 | Сакуле          | 67,4       | 2 048                           |
| 4 | Сефкерин        | 35,5       | 2 627                           |

1 — містечко